# 小行星9537
小行星9537（英語：9537 Nolan）是一颗围绕太阳公转的小行星。1982年1月18日，愛德華·鮑威爾在可可尼诺县发现了此天体。
这颗小行星的绝对星等为203.8180167139471等。